# Casa Pagès (Olot)
Casa Pagès és un habitatge a la ciutat d'Olot (Garrotxa) catalogat a l'Inventari del Patrimoni Arquitectònic de Catalunya.
És un edifici de planta rectangular que agrupa tres cases que accentuant el seu vessant domèstic i pintoresc. A una de les cases s'hi ha realitzat reformes considerables que han variat, de forma important, llur estructura. A les dues restants es conserva l'originalitat del teulat, que té una forma irregular als dos vessants amb una inclinació accentuada. No hi ha elements decoratius importants. S'hi han realitzat reformes que han modificat parcialment llur estructura.